# Bronisławie
Bronisławie (prononciation : [brɔniˈswavjɛ]) est un village polonais de la gmina d'Ojrzeń dans le powiat de Ciechanów de la voïvodie de Mazovie dans le centre-est de la Pologne.
Il se situe à environ 2 kilomètres au nord d'Ojrzeń (siège de la gmina), 11 kilomètres au sud-ouest de Ciechanów (siège du powiat) et à 70 kilomètres au nord-ouest de Varsovie (capitale de la Pologne).
Le village possède une population de 152 habitants en 2006.

## Histoire
De 1975 à 1998, le village appartenait administrativement à la voïvodie de Ciechanów.